# Phtheochroa subfumida
Phtheochroa subfumida es una especie de polilla de la familia Tortricidae. La especie fue descrita por Mark I. Falkovitsh en 1963. Se encuentra en Asia Central, Armenia,  el sudeste de Rusia y Irán.
Tiene una envergadura de 15 mm. Los adultos vuelan entre mayo y agosto.
Las larvas se alimentan de Haloxylon ammodendron, Haloxylon regelii y Salsola arbuscula.